# Tingstäde fästning

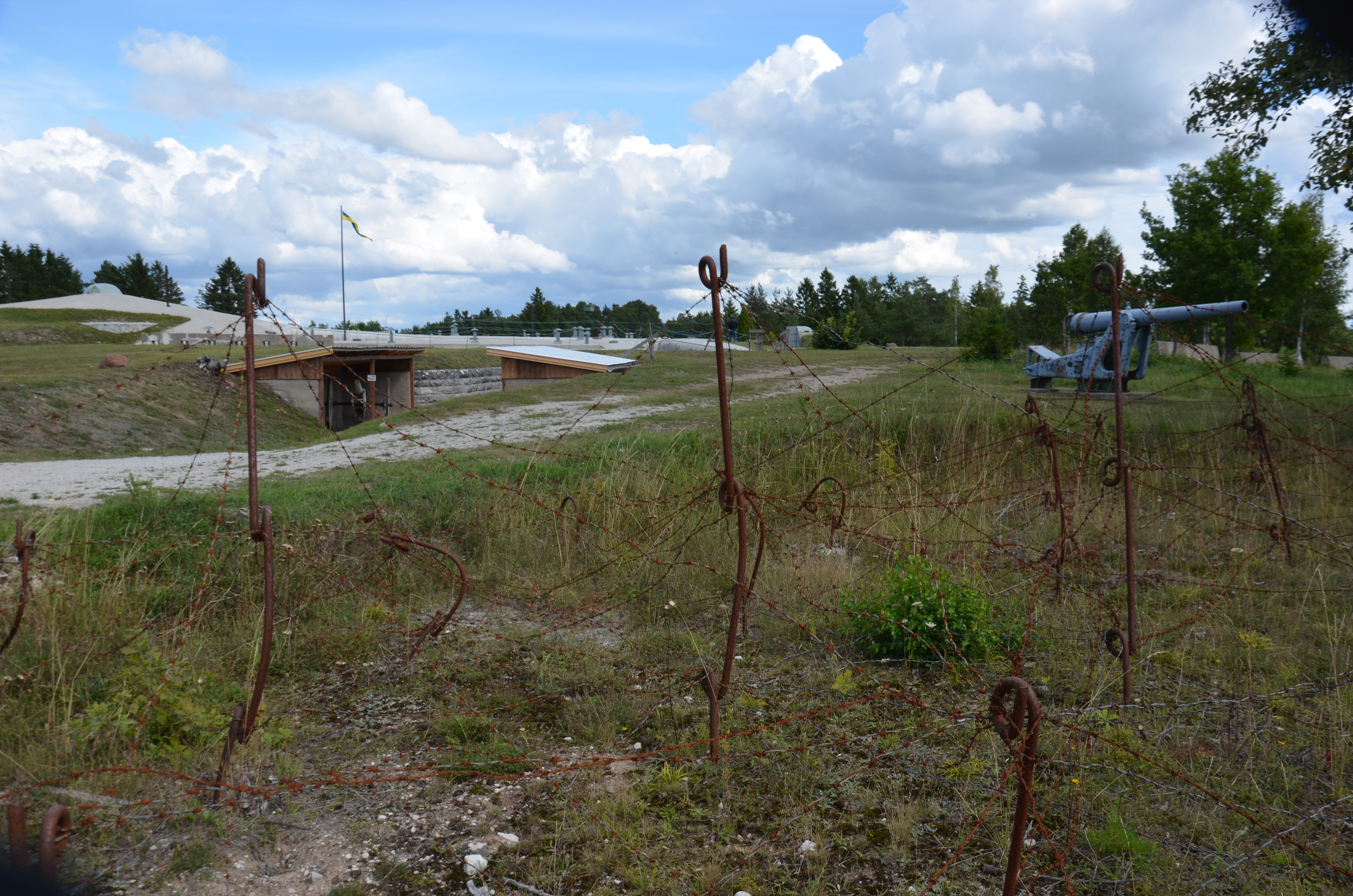
Tingstäde fästning

Tingstäde fästning är en fästning i Tingstäde på Gotland som anlades mellan 1904 och 1914 och består av en artilleriskans och fyra infanteriskansar. Fästningen användes fortfarande under andra världskriget, och hemvärnet utnyttjade den ända in på 1970-talet. Numera är den ett museum som visas av Tingstäde hembygdsförening 

## Historia
Redan 1885 hade stabschefen vid militärbefälet W. Unge vid ett föredrag om Gotlands försvar föreslagit att Tingstäde borde bli förläggningsplats för Gotlands nationalbeväring. Prins Carl och löjtnant Axel Bergenzaun fick 1888 i uppdrag att utarbeta ett förslag till befästningar i Tingstäde.
Axel Bergenzauns förslag dömde ut positionen vid Tingstäde och föreslog i stället en förläggningsplats i Follingbo socken. Prins Carl utgick från en placering av fästningen vid Tingstäde och föreslog ett flertal positionsskansar för infanteri och också flera öppna och bombsäkra positionsbatterier. Chefen över fortifikationen Hampus Elliot som hade till uppdrag att granska dessa avstyrkte båda och föreslog i stället en befästning vid Fårösund. Därmed föll frågan. Neutralitetskommitté som tillsattes av regeringen 1888 kom i sitt betänkande 1890 att framhålla behovet av en befäst stödjepunkt på Gotland. 1891 besökte kung Oscar i sällskap med generalstabschefen Axel Rappe och chefen för fortifikationen Hampus Elliot. Vid ett sammanträde i Myrvälder, Tingstäde där även försvarsminister Hjalmar Palmstierna deltog föredrog Prins Carls 1888 utarbetade förslag på befästningar i Tingstäde och dessa lovordades.
1892 debatterades frågan om Tingstäde fästning i riksdagen. Totalkostnaden uppskattades till 4,4 miljoner kronor, inklusive förråd, förläggningsbaracker och taggtrådsfortifikationer runt om hela Tingstäde. Detta ansågs som en alltför stor kostnad, och frågan föll på nytt. 1895 blev Gustaf Björlin, som även var riksdagsman militärbefälhavare på Gotland, något som på nytt göt liv i frågan. Björlin kom att framhålla den dåtida situationen – en fientlig kanonbåt som seglade in i Visby hamn och förbjöd mobilisering kunde ensam stoppa hela Gotlands försvar. Alla mobiliseringsförråden låg inne i Visby inom skottavstånd för kanonbåten. 1897–1898 tillstyrkte en statlig utredning en flytt av mobiliseringsförråden och anslog 100 000 för flyttning av förråd och 123 000 för befästningsarbeten och inköp av mark. Riksdagsbeslut fattades 1898, järnvägslinjen Visby–Tingstäde stod färdig 1899 och 22 mars 1900 kom Kunglig Majestäts formella beslut om en flytt. 1902 var förråden i Tingstäde färdigställda.

## Fästningen

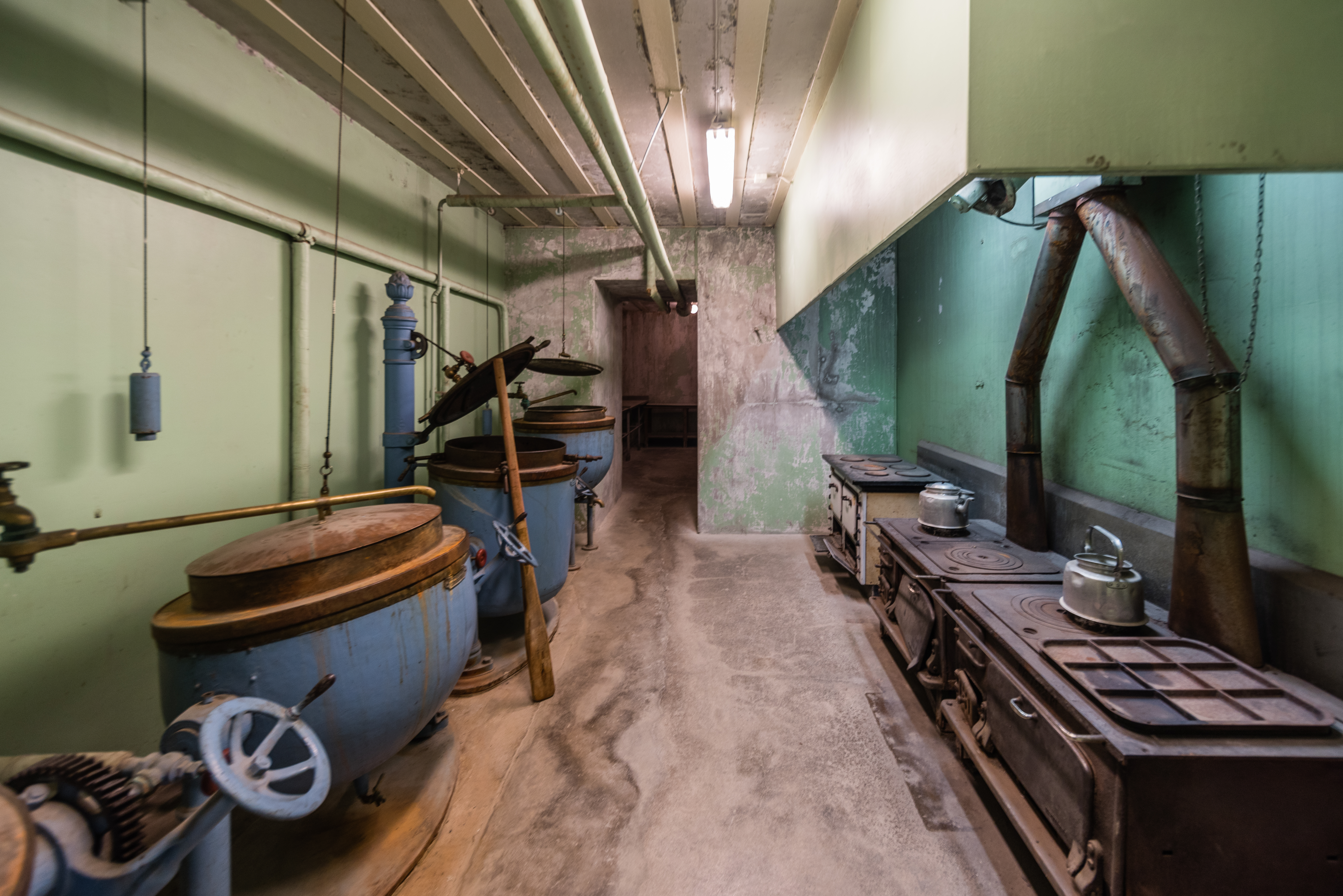
Köket i fästningen.

De första medlen för befästningsbyggandet anslogs av 1902 års riksdag och 1904 inleddes byggnationerna. Enligt denna första plan omfattade fästningen fyra infanteriskansar och en artilleriskans med fyra 8,4 cm kanoner i pansartorn och ställningar för hotchkisskulsprutor m/1900. Kostnaderna kom snabbt att överskridas. Vid 1905 års riksdag konstaterades att kostnaderna redan kommit att överskrida de ursprungliga med 69,5 %.
1911 levererades de fyra pansartornen ombord på S/S Gustaf Vasa och monterades och provsköts under året. 1914 stod fästningen klar, men de flesta infanteriskansarna var ännu inte påbörjade. I samband med första världskrigets utbrott anvisade 1914 års urtima riksdag 774 000 kronor för färdigställandet av fästningen. De första trupperna som mobiliserades i samband med krigsutbrottet fick i uppgift att se till att fästningen färdigställdes.
Fästningens försvarsområde omfattade ett område med cirka sex kilometers omkrets. Fästningen bestod av fem skansar, två enklare befästningar, så kallade mellanvärn, fem eldlednings- eller observationsvärn, tre skyddsrum, en kasematt och en krigstelefonväxel. Det fanns även ett stort antal förberedda skjutplatser för artilleriet. Taggtråd hade dragits mellan skansarna. Hela fästningen hade plats för 5 000 man.
Efter andra världskrigets hade fästningen spelat ut sin roll. Den användes däremot som centralförråd för speciellt ammunitions- och livsmedelshantering, ända fram till 1994 då Statens Fastighetsverk tog över driften och skötseln av Skans 1. I början på 1990 började förråden i skansarna att tömmas. De hade sedan kriget nyttjas som förråd. Den största skansen, Skans 1, ligger nära kyrkan mittemot badplatsen. Tingstäde hembygdsförening håller Skans 1 öppen sommartid då man kan gå runt i de underjordiska gångarna och bland annat se de fyra 8,4-centimeters kanonerna.